# Girolamini
Crkva i samostan Girolamini ili Gerolamini je crkveni i crkveni kompleks u Napulju, Italija. Nalazi se točno preko puta Napuljske katedrale na Via Duomo. Pročelje je prekoputa istoimenog trga i ulice (Via Tribunali) od Santa Maria della Colonna. Nalazi se jedan blok zapadno od Via Duomo.

## Povijest
Crkva je sagrađena na mjestu ranije zgrade, Palazzo Seripando, koja je 1586. godine kupljena za 5500 dukata za svećenike Kongregacije oratorija svetog Filipa Nerija. Nadbiskup Mario Carafa, zatražio je učenike iz reda, i primio budućeg kardinala Francesca Tarugija. Nakon što je palača srušena, gradnja je započela 1592. godine uz pomoć firentinskog arhitekta Giovannija Antonija Dosia, uz pomoć Nencionija. Dovršena 1619., crkva je bila u trijeznom firentinskom renesansnom stilu, s latinskim križem s tri broda poduprtim lučnim kolonadama i s bočnim kapelama. U početku je bila posvećena Rođenju Djevice i Svih Svetih (Ognisanti).
Postoje dva klaustra: prvi se klaustar naziva "chiostro maiolicato" zbog ugrađenih pločica od majolike. Mnogo veći drugi klaustar iz 17. stoljeća dostupan je kroz prvi; ovaj klaustar ugošćuje ulaz u "Quadreriju" ili zbirku umjetnina, koja je prije bila smještena u sakristiji crkve, i veličanstvenu knjižnicu otaca oratorija, Biblioteca Girolamini, koju sada vodi talijanska država. Pročelje i druge rekonstrukcije dovršio je Ferdinando Fuga 1780. godine. Pročelne kipove sv. Petra ili sv. Pavla izradio je Giuseppe Sammartino.
U crkvi i samostanskoj galeriji nalaze se djela velikih umjetnika. Raskošni pozlaćeni strop teško je oštećen tijekom zračnog bombardiranja u veljači 1944., ali je djelomično obnovljen.
Na pročelju crkve nalazi se Giordanova slika Isusa kako izbacuje lihvare iz Hrama. Bočna vrata imaju freske Heliodorusa i anđela i Oza morto presso l'Arca Filippa Mazzantea. Prva kapela s desne strane ima oltarnu palu s prikazom svetih Giorgija i Pantaleona od bolonjca Gaetana Pandolfija; sa strane su slike svetog Dominika i anđela čuvara Francesca Fracanzana, Riberinog učenika; gore je slika svetih Kuzme i Damjana od Benasce. Druga kapela s desne strane ima malu Madonu della Neve od sljedbenika Polidora di Caravaggia, slike Boga i sv. Ane i Josipa su od Giuseppea Marullija. Francesco di Maria naslikao je sv. Anu i S. Gioacchina s anđelom. Slike u 3. kapeli su Luca Giordano. Četvrta kapela s desne strane ima St Agnese, Cristoforo Roncalli (il Pomarancio). Giovanni Battista Vico i njegova supruga Caterina Destito imaju nadgrobne ploče u ovoj kapeli. Peta kapela ima Sv. Franju u ekstazi Guida Renija. Morandijeve su freske u ovoj kapeli. Platno Bogorodice i apostola u šestoj kapeli naslikao je Paolo de Matteis, dok je bočna platna naslikao Francesco la Mura.
Crkva i kompleks su dobili svoje ime Girolamini od imena koje je prvi put primijenjeno na svećenike Oratorija i koje potječe iz crkve San Girolamo della Carità u Rimu, gdje je sveti Filip Neri prvi put uspostavio svoje vjerske vježbe.

## Sakristija
Sakristija, u koju se ulazi iz desnog transepta, prikazuje niz slika uključujući svetog Franju u ekstazi (1622.) i Isusa susreće svetog Ivana Krstitelja (1622.) Guida Renija, i svetog Nikolu iz Barija koji spašava troje djece iz bačve., San Carlo Borromeo ljubi ruku svetog Filipa Nerija, svetog Karla Boromejskog i svetog Filipa Nerija od Giordana. Sljedeća soba ima stropnu fresku koja prikazuje slavu svetog Filipa Nerija od Beinaschija.

## Biblioteca Girolamini
Biblioteca Girolamini je knjižnica povezana s crkvom od 16. stoljeća. Prethodno je sadržavao tisuće rukopisa i tiskanih tomova.

### Pljačka 2012
U prosincu 2013. objavljeno je da je došlo do sustavne pljačke Biblioteca Girolamini. Slike su prikazivale prazne police i stolove prepune papira. Viši policijski istražitelj, bojnik Antonio Coppola, citiran je kako je rekao: "Naše istrage su otkrile da je na djelu bio pravi kriminalni sustav" i da je "skupina ljudi... izvršila razornu, sustavnu pljačku knjižnice." U izvješću se navodi da je profesor Tomaso Montanari, povjesničar umjetnosti i akademik, prvi upozorio policiju na ono što se događa, nakon što je početkom 2012. zajedno sa studentom ušao u knjižnicu. Profesor je rekao: "Jedan od djelatnika knjižnice odveo me u stranu, dalje od CCTV kamera, i rekao: 'Profesore, ravnatelj (Marino Massimo de Caro) je pljačkao knjižnicu!" de Caro je imao imenovan je 2011.
De Caro je uhićen ubrzo nakon početka istrage 2012. Istrage su pokazale da su sada osuđeni kriminalci odnijeli i prodali knjige natovarene vozilima, koji su čekali da završi normalno radno vrijeme, isključili osnovni sustav videonadzora i zatim nastavili s pljačkom.
De Caro je zajedno sa suučesnicima početkom 2013. godine osuđen na sedam godina zatvora, no zbog njegove suradnje to je preinačeno u kućni pritvor. Otprilike 80% izgubljenih svezaka pronađeno je do kraja 2013., uz pomoć antikvarijata i kolekcionara, iako su mnogi vrijedni artefakti i dalje nestali.

## Galerija umjetnina u Quadreria dei Girolamini
- Isusovo krštenje (Battistello Caracciolo)
- Sv. Andrija (Jose Ribera)
- Bičevanje Krista (Jose Ribera)
- Sv. Jakov (Jose Ribera)
- Sv. Pavao (Jose Ribera)
- Sv. Petar (Jose Ribera)
- Sv. Filip Neri (Sammartino)

## Vanjske poveznice
- (tal.) Girolamini - službene stranice